# Kora (village)
 (février 2021).
Si vous disposez d'ouvrages ou d'articles de référence ou si vous connaissez des sites web de qualité traitant du thème abordé ici, merci de compléter l'article en donnant les références utiles à sa vérifiabilité et en les liant à la section « Notes et références ».
Pour les articles homonymes, voir Kora (homonymie).
Kora est un village de 1 436 habitants situé au sud du Mali, dans le canton de Bilatoumala, commune de Garalo. 
Kora se trouve à 30 km de la frontière de la Guinée et 32 km de la frontière de Côte d’Ivoire.

## Origines
Le village compte quinze familles dont trois familles fondatrices, qui sont les Sangaré, les Samaké et les Soumahoro. L'histoire y est une tradition orale : Yôro Sangaré, le fondateur du canton de Bilatoumala, rencontra un jour une femme que l'on dit assez laide et de petite taille, nommée Mâh Kourouni. Il pressentit qu’elle lui donnerait un fils digne de sa lignée. Ainsi naquit leur unique enfant, Bom Sangaré, qui à son tour eut sept fils, à qui furent confiées les principaux villages du canton. Kora fut confié à l’un de ces fils, Samba Sangaré.

## Agriculture
Le village de Kora vit de la culture du maïs (trois récoltes d’avril à juin), du mil (même période), des arachides (de mars à juin), des haricots (de juin à août), du riz (d’avril à juin) et du coton (de mai à juin). On cueille également des fruits de karité, des mangues et du néré.
A moindre échelle, le village vit également de chasse et de pêche.

## Organisation sociale
Le doyen, Mamadou Sangaré, est le seul chef du village, mais il est entouré de sept conseillers. L’homme le plus âgé devient systématiquement le chef du village, indépendamment du métier qu’il exerçait. L’Islam est la seule religion pratiquée à Kora.
Le village est composé d’une mosquée, d’une école et d’un marché à ciel ouvert, et il est traversé par la rivière Kôlé. Les maisons sont construites avec un mélange de terre battue et de bouse de vache.

## Galerie

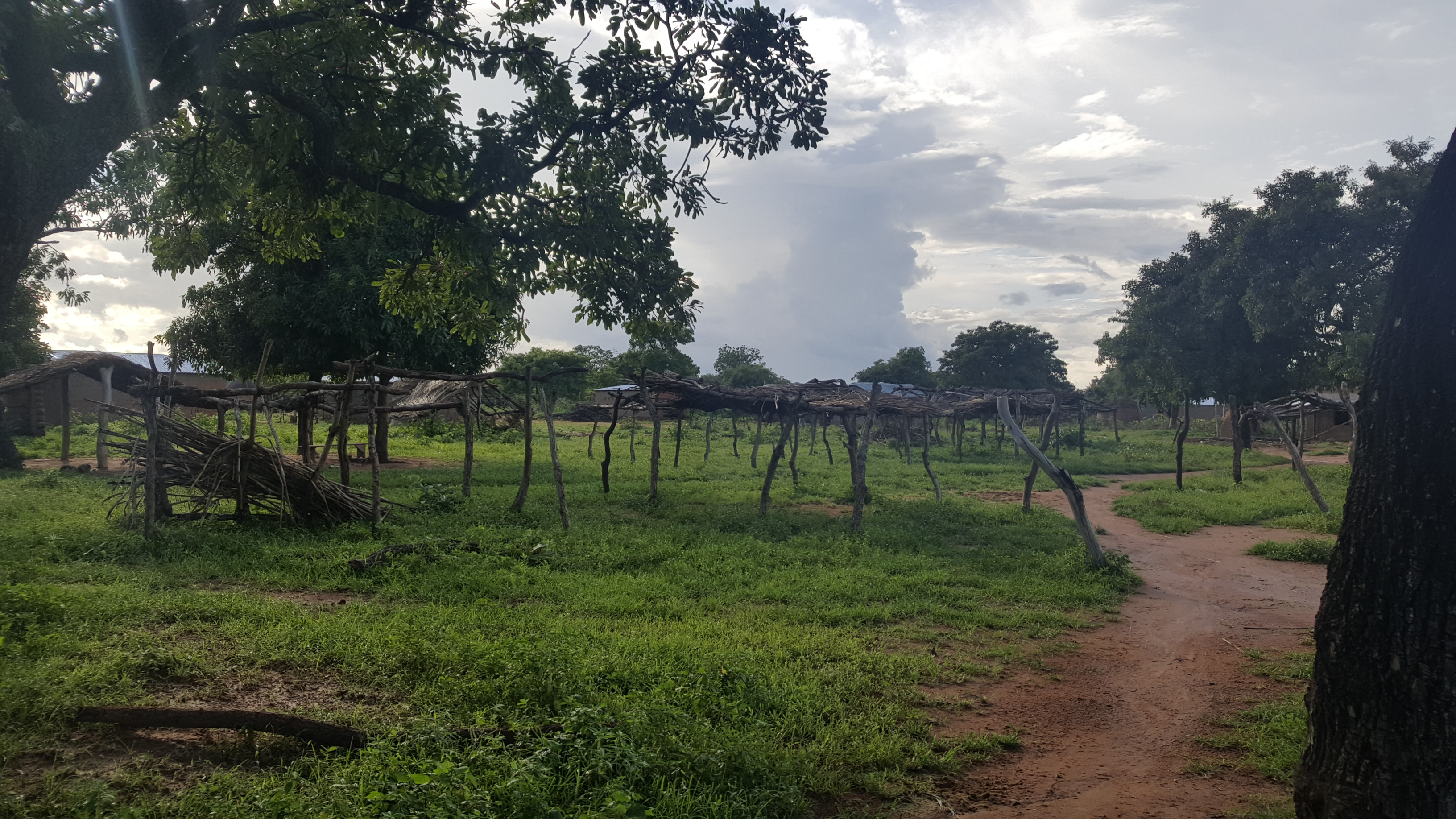
Place du marché.
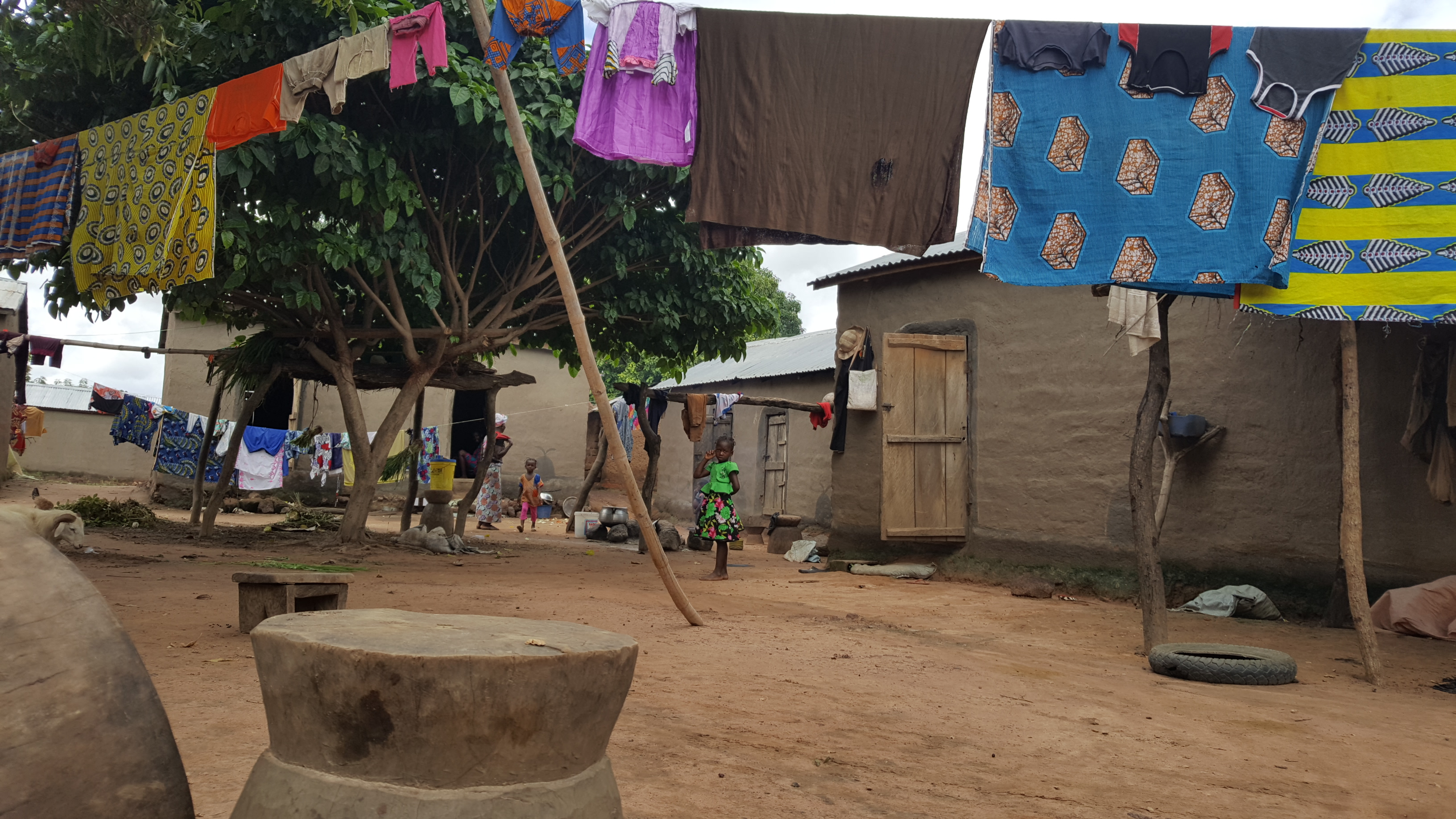
Vue d'une habitation.
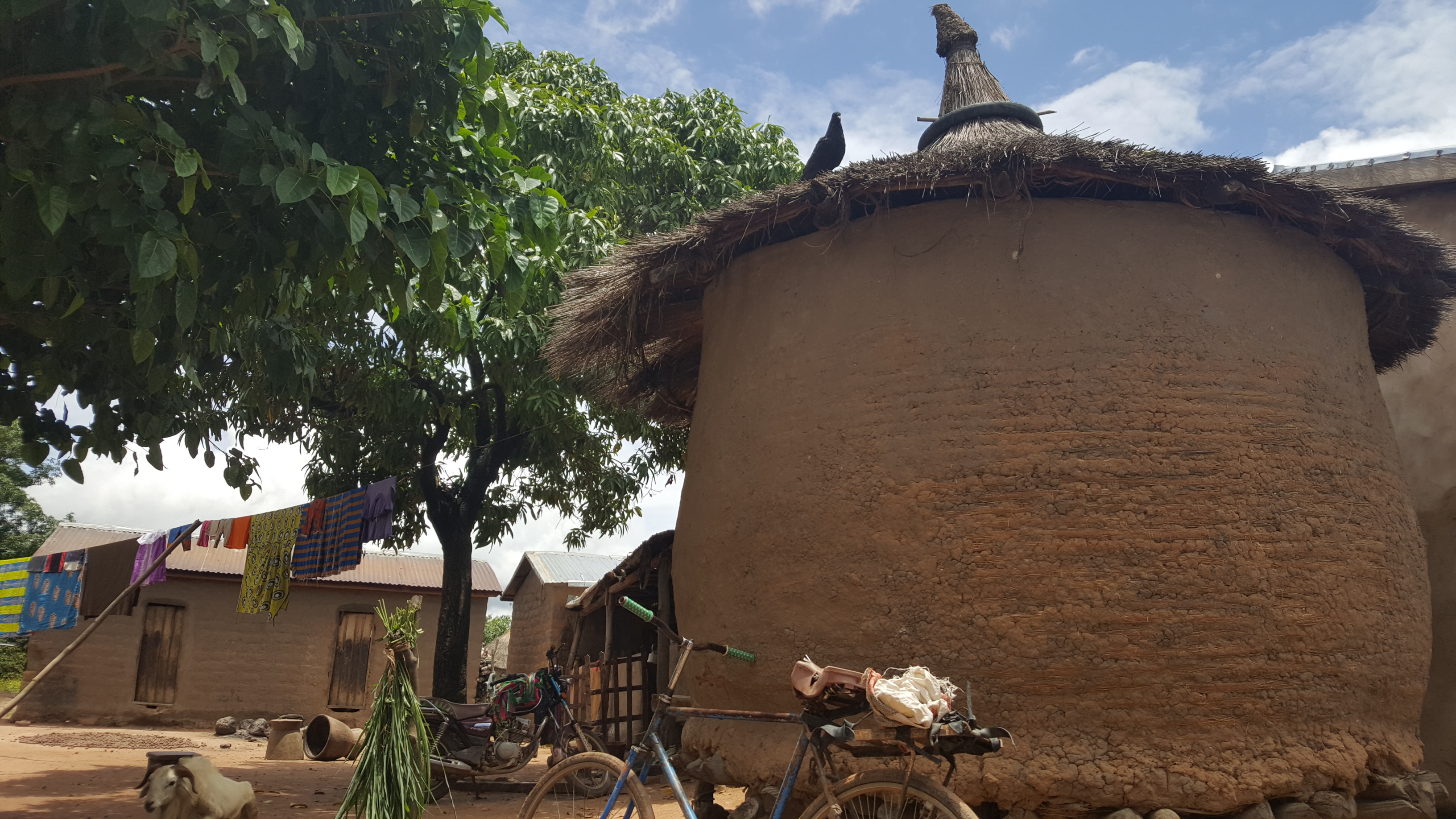
Un grenier à semences.

## Situation géographique

### Aux alentours
À 5,5 km au sud se trouve le village de Bougoulaba (10° 41′ 30″ N, 7° 21′ 51″ O). Le village est bordé à l'est à 3,5 km par la RN9 et à l'ouest à 7,5 km par la rivière Dégou, un des nombreux affluents de la rivière Baoulé.

### Au Mali
Kora se trouve à 220 km au sud de Bamako (capitale, 12° 38′ 54″ N, 7° 59′ 57″ O) et à 196 km au sud-ouest-ouest de Sikasso (seconde ville par sa population, 11° 18′ 56″ N, 5° 40′ 03″ O).